# Bourcefranc-le-Chapus
Bourcefranc-le-Chapus es una comuna francesa situada en el departamento de Charente Marítimo, de la región de Nueva Aquitania.

## Historia
Fue creada en 1908 por segregación de terrenos pertenecientes a la comuna de Marennes.

## Demografía
| Gráfica de evolución demográfica de Bourcefranc-le-Chapus entre 1911 y 2022 |
|                                                                             |

Los datos demográficos contemplados en este gráfico se han cogido de la página francesa EHESS/Cassini.